# Robin Lovitt
Robin Lovitt, Robin McKennel Lovitt, född 6 november 1963, kunde ha blivit den 1000:e som avrättades i USA efter att dödsstraffet återinfördes 1976. Hans straff reducerades dock till livstids fängelse den 29 november 2005.
Guvernören i delstaten Virginia, Mark Warner, beslutade att stoppa avrättningen och omvandlade straffet till livstid utan möjlighet till nåd sedan en tjänsteman vid domstolen förstört bevis i målet.
Demokraten Warner har tidigare nekat nådeansökningar i de elva fall han handlagt. Warner räknas till en presumtiv kandidat i presidentvalet 2008 och dödsstraffet i USA är av tradition en betydelsefull valfråga. En av presidentkandidaterna i valet 1988, Michael Dukakis, betraktades till exempel som mjuk vad gäller brottslighet sedan han i en debatt sagt att han inte ville se dödsstraff för någon som våldtagit och dödat sin hustru. Inför avrättningen, som skulle ha ägt rum på kvällen onsdagen den 30 november 2005, har Warner tagit emot omkring 1 500 begäran om nåd.
Robin Lovitt anklagas för ett mord 1998 och dömdes till döden följande år men nekar till brottet. Han menar att han skulle kunna bevisa sin oskuld om inte bevis i form av två blodiga saxar hade förstörts. Enligt en aktivist som engagerat sig i fallet var det politiska hänsyn som räddade Lovitt, en vanlig företeelse i USA.